# Mitchell Hahn
Mitchell Hahn (Aurora, Nebraska, 23 de octubre de 1995) es un baloncestista estadounidense que es agente libre. Con 2,03 metros de estatura, juega en la posición de alero.

## Trayectoria deportiva

### Universidad
Jugó una temporada con los Crusaders del College of the Holy Cross, en la que promedió 4,7 puntos, 2,2 rebotes y 1,0 asistencias por partido. Al término de esa temporada pidió ser transferido a los Mavericks de la Universidad de Nebraska Omaha, donde, tras el año en blanco que impone la NCAA, disputó tres temporadas más, promediando 12,5 puntos, 5,7 rebotes y 1,3 asistencias por partido. Fue incluido en el mejor quinteto de debutantes de la Summit League en 2017, mientras que en 2019 lo fue en el mejor quinteto absoluto de la conferencia.

### Profesional
Tras no ser elegido en el Draft de la NBA de 2019, en el mes de agosto fiemó su primer contrato profesional con el VfL Kirchheim Knights de la ProA alemana. En su primera temporada en el equipo promedió 6,8 puntos y 2,2 rebotes por partido.
En enero de 2023 fue contratado por el Illiabum de la Liga Portuguesa de Basquetebol.

### 3x3
Hahn compite en el Tour Mundial de Baloncesto 3x3 desde 2021 como parte del equipo Omaha. 
Representó a los Estados Unidos en la FIBA AmeriCup 3x3 de 2023.